# Finale Kupa prvaka 1956.
Finale Kupa prvaka 1956. je bilo prvo finale Kupa prvaka, danas zvanog UEFA Liga prvaka. U finalu su igrali španjolski Real Madrid C.F. i tada moćni Stade de Reims-Champagne (Francuska). Igran je 13. lipnja 1956. na Parku prinčeva u Parizu. Gledatelja je bilo 38,000, a pobijedio je Real Madrid rezultatom 4:3. To je bilo prvo od trinaest Realovih osvajanja UEFA Lige prvaka.

## Susret
| 13. lipnja 1956.                          |             |                                    |                                                    |
| Real Madrid                               | 4:3         | Stade Reims                        | Parc des Princes, Pariz Sudac: Arthur Edward Ellis |
| Di Stéfano 14' Rial 30' 79' Marquitos 67' | (izvještaj) | Leblond 6' Templin 10' Hidalgo 62' | Parc des Princes, Pariz Sudac: Arthur Edward Ellis |

| Real Madrid | Stade de Reims |

| REAL MADRID:             |    |                         |
|                          |    |                         |
| VRA                      | 1  | Juan Alonso             |
| BRA                      | 2  | Angel Atienza           |
| BRA                      | 3  | Marquitos               |
| BRA                      | 4  | Rafael Lesmes           |
| BRA                      | 5  | Miguel Muñoz            |
| VEZ                      | 6  | José María Zárraga      |
| VEZ                      | 7  | José Iglesias Fernández |
| VEZ                      | 8  | Ramón Marsal Ribó       |
| VEZ                      | 9  | Alfredo Di Stéfano      |
| NAP                      | 10 | Héctor Rial             |
| NAP                      | 11 | Francisco Gento         |
| Trener:                  |    |                         |
| José Villalonga Llorente |    |                         |

| STADE DE REIMS: |    |                |
|                 |    |                |
| VRA             | 1  | René Jacquet   |
| BRA             | 2  | Simon Zimny    |
| BRA             | 3  | Robert Jonquet |
| BRA             | 4  | Raoul Giraudo  |
| BRA             | 5  | Michel Leblond |
| VEZ             | 6  | Robert Siatka  |
| VEZ             | 7  | Michel Hidalgo |
| VEZ             | 8  | Léon Glowacki  |
| VEZ             | 9  | Raymond Kopa   |
| NAP             | 10 | René Bliard    |
| NAP             | 11 | Jean Templin   |
| Trener:         |    |                |
| Albert Batteux  |    |                |

| Finala Kupa prvaka i UEFA Lige prvaka | Finala Kupa prvaka i UEFA Lige prvaka |
| ------------------------------------- | --- |
|                                       | |
| Kup prvaka                            | 1956. • 1957. • 1958. • 1959. • 1960. • 1961. • 1962. • 1963. • 1964. • 1965. • 1966. • 1967. • 1968. • 1969. • 1970. • 1971. • 1972. • 1973. • 1974. • 1975. • 1976. • 1977. • 1978. • 1979. • 1980. • 1981. • 1982. • 1983. • 1984. • 1985. • 1986. • 1987. • 1988. • 1989. • 1990. • 1991. • 1992. |
|                                       | |
| Liga prvaka                           | 1993. • 1994. • 1995. • 1996. • 1997. • 1998. • 1999. • 2000. • 2001. • 2002. • 2003. • 2004. • 2005. • 2006. • 2007. • 2008. • 2009. • 2010. • 2011. • 2012. • 2013. • 2014. • 2015. • 2016. • 2017. • 2018. • 2019. • 2020. • 2021. • 2022. • 2023. • 2024.                                         |

| Finala Kupa prvaka i UEFA Lige prvaka | Finala Kupa prvaka i UEFA Lige prvaka |
| ------------------------------------- | --- |
|                                       | |
| Kup prvaka                            | 1956. • 1957. • 1958. • 1959. • 1960. • 1961. • 1962. • 1963. • 1964. • 1965. • 1966. • 1967. • 1968. • 1969. • 1970. • 1971. • 1972. • 1973. • 1974. • 1975. • 1976. • 1977. • 1978. • 1979. • 1980. • 1981. • 1982. • 1983. • 1984. • 1985. • 1986. • 1987. • 1988. • 1989. • 1990. • 1991. • 1992. |
|                                       | |
| Liga prvaka                           | 1993. • 1994. • 1995. • 1996. • 1997. • 1998. • 1999. • 2000. • 2001. • 2002. • 2003. • 2004. • 2005. • 2006. • 2007. • 2008. • 2009. • 2010. • 2011. • 2012. • 2013. • 2014. • 2015. • 2016. • 2017. • 2018. • 2019. • 2020. • 2021. • 2022. • 2023. • 2024.                                         |